# Región Costa
La región Costa —también denominada región litoral o simplemente la Costa— es una de las cuatro regiones geográficas en las que está dividido el Ecuador. Se encuentra situada entre la cordillera de los Andes y el océano Pacífico. Su paisaje mayormente llano varía entre los matorrales y bosques secos del sur y los bosques húmedos del norte, con presencia de manglares en el Golfo de Guayaquil y en la costa norte. Se extiende por las provincias de Esmeraldas, Santo Domingo  de los Tsáchilas,  Manabí, Los Ríos, Guayas, Santa Elena y El Oro, así como porciones de provincias limítrofes. La ciudad principal y más poblada de esta región es Guayaquil.

## Historia

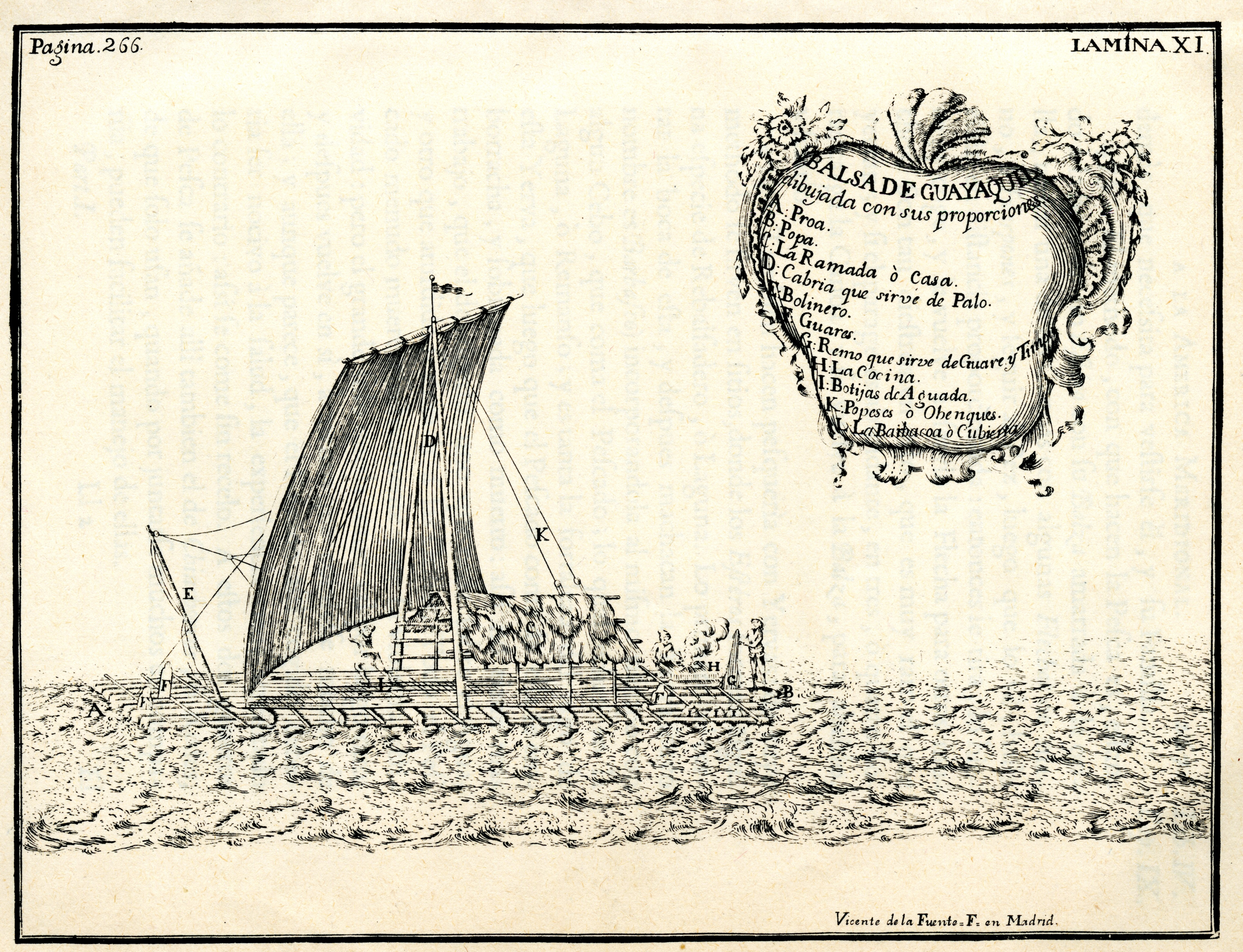
Muestra de la balsa común en las costas del Corregimiento de Guayaquil; siendo el medio de transporte usual que sobrevivió desde los indicios de la Cultura huancavilca hasta el. En la ilustración la realizada por Jorge Juan y Antonio de Ulloa en la Misión geodésica francesa.

### Etapa Prehistórica
Los primeros pobladores de lo que hoy es Ecuador fueron tribus nómadas de cazadores - recolectores llegados desde el norte. Las poblaciones del período precolombino vivían en clanes, que formaban colectividades monógamas. La cultura Valdivia se extendió desde la Provincia de Santa Elena, Guayas, Manabi hasta la provincia de El Oro y Puna convirtiéndose en la primera de América. Algunos de estos clanes constituyeron grandes tribus, y algunas tribus incluso se aliaron entre sí formando poderosas confederaciones y estas son:
- Período pre cerámico.
- Período Formativo.

### Período Precerámico  (10.000-4000 años a.C.)
Las Vegas es la estación pre-cerámica de la costa ecuatoriana que ha sido más estudiada por los investigadores. El hombre de Las Vegas utilizó la madera para la elaboración de implementos de caza como jabalinas y lanzas; con afiladas tiras de caña fabricó cuchillos, y elaboró implementos de labranza utilizando grandes caracolas marinas. Las muestras más importantes de esta cultura lo determina el entierro llamado "Los Amantes de Sumpa".

### Período Formativo o Agroalfarero
La Cultura Valdivia ocupó extensos territorios de las provincias de Manabí, Esmeraldas y la provincia de Santa Elena.Es una de las candidatas a poseer la alfarería más antigua de América.
La Cultura Machalilla ocupó territorios de la actual provincia ecuatoriana de Manabí, y parte de las provincias vecinas de Santa Elena con importantes contactos con la región interandina. Tuvo vinculaciones muy cercanas con las culturas de Valdivia y Chorrera.
La Cultura Chorrera tuvo su núcleo en el sitio La Chorrera, ubicado en la ribera occidental del río Babahoyo; pero extendió su presencia hacia casi todas las regiones costaneras e inclusive a algunas de la sierra.
Periodos del formativo:
Formativo temprano,
formativo medio,
formativo tardío

### Período de Desarrollo Regional o Agrominero
El período de Desarrollo Regional determinó por primera vez las diferencias regionales o territoriales en la organización política y social de los pueblos que la conformaron. Entre los principales pueblos de este período estuvieron las culturas: Jambelí, Guangala, Bahía, Tejar-Daule, La Tolita, Jama-Coaque en la costa ecuatoriana.
La Cultura Bahía ocupó los territorios que se extienden desde las estribaciones de la cordillera de los Andes hasta el Océano Pacífico; y desde Bahía de Caráquez, hasta el sur de Manabí.
La Cultura Jama-Coaque habitó las zonas comprendidas entre cabo de San Francisco, en Esmeraldas; hasta Bahía de Caráquez, en Manabí, en una zona de colinas boscosas y extensas playas que facilitaron a sus inmigrantes la recolección de recursos tanto de la selva como del mar.

### Período de Integración o Señoríos étnicos
Durante este periodo surgen importantes señoríos, confederaciones, estados y ciudades, siendo las áreas más importantes las de la costa y sierra.

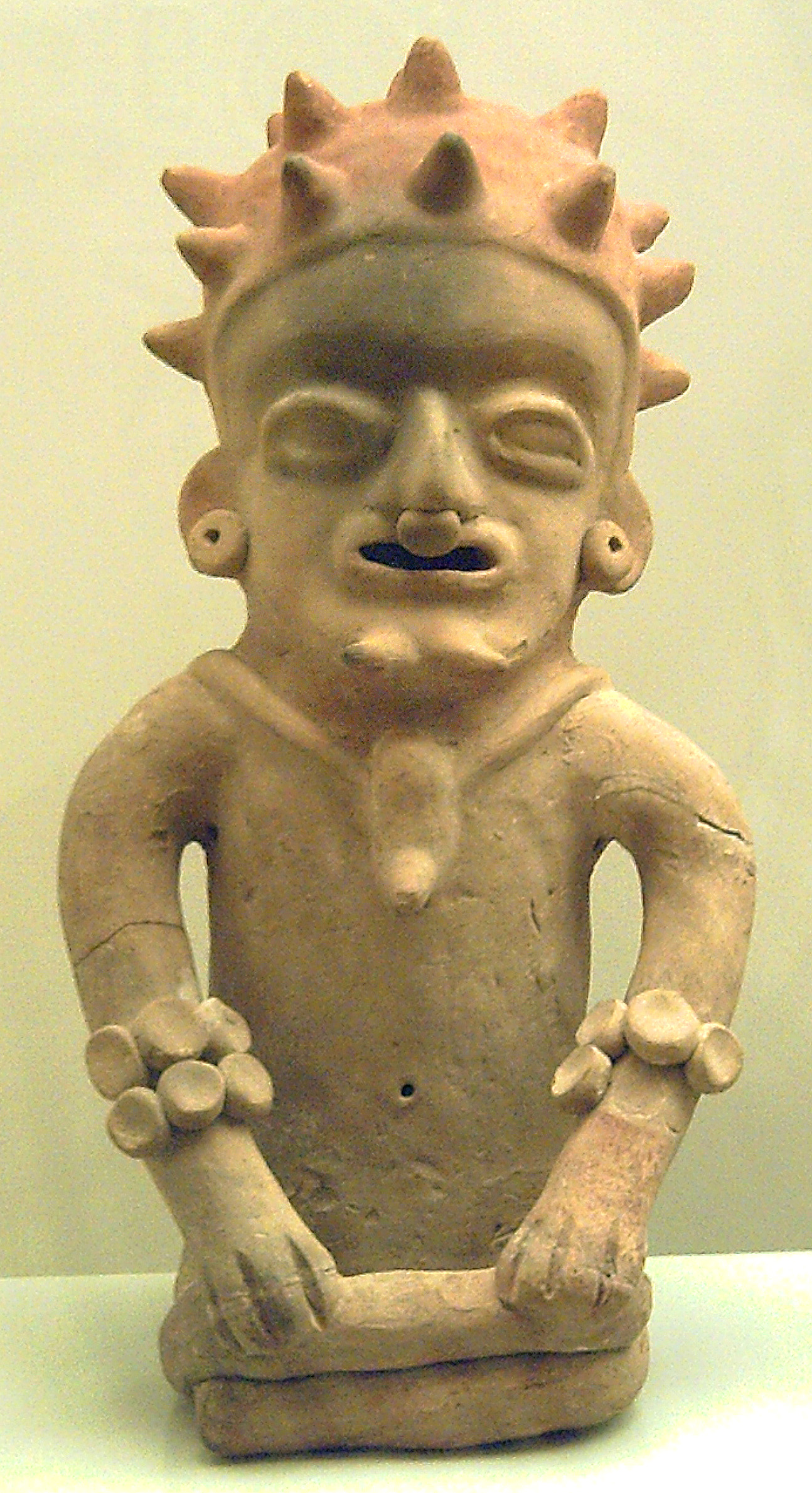
Figurilla de la Cultura Bahía.

Los Manteños constituyen la última cultura precolombina en la región litoral del Ecuador, y fueron quienes, desde sus poblados, contemplaron las naves españolas por primera vez surcando las aguas ecuatoriales del Mar del Sur. De acuerdo a la evidencia arqueológica y las crónicas de los españoles, se extendía desde la actual Bahía de Caraquez en la provincia de Manabí, pasando por el Cerro de Hojas y extendiéndose hasta el sur de la provincia.
Los mantas desarrollaron delicadas técnicas para el trabajo en oro y plata, y dedicaron gran parte de sus actividades a los aspectos religiosos. Unos de sus artefactos más conocidos son sus sillas o tronos, que se encontraban en el Cerro de Hojas de Manabí, los cuales tenían fines religiosos y políticos. Acostumbraban a hacer sacrificios humanos, y adoraban a la serpiente, el jaguar o puma, y a la diosa Umiña, representada por una gran esmeralda. El centro de esta cultura, la actual Manta, se llama así en honor a esta cultura.
La cronología determinada para la cultura se extiende desde el año 600 de nuestra era hasta 1534, año en que Francisco Pacheco fundó la villa de Puerto Viejo.
Esta civilización levantó ciudades tales como Tacames, Qanque, Jocay, etc., sin embargo la ciudad más importante de esta civilización fue Cancebí, ciudad que albergó a más de 50.000 habitantes.
Los Huancavilcas constituyen la cultura precolombina más importante del Guayas. Fueron conocidos en las crónicas sobre todo por sus características físicas, que impresionaron a los primeros españoles. Se relata que eran una raza guerrera, y se deformaban el cráneo y se trasquilaban dejándose una corona a "manera de fraile". Además tenían la costumbre de extraerse los dientes incisos a temprana edad, como un ritual en señal de sacrificio a sus dioses.
Destaca también la presencia incaica en la Isla de la Plata, en la cual se encontró un cementerio.

### Independencia de Quito
A comienzos del siglo XIX las insurrecciones acogieron las prédicas de Eugenio Espejo de la década anterior. Los primeros movimientos empezaron en 1809 con la rebelión de los criollos contra el gobierno español de naturaleza napoleónica. Los sublevados formaron una Junta de Gobierno provisional el 10 de agosto de 1809 en Quito, pero los participantes fueron vencidos por tropas enviadas desde el Virreinato del Perú y el Virreinato de Nueva Granada. En esa fecha los sublevados no propugnaban la independencia, sino cambiar las autoridades "afrancesadas" en Quito, manteniendo fidelidad al cautivo rey Fernando VII. Como indica el acta, el presidente de esta Junta "Prestará juramento solemne de obediencia y fidelidad al Rey...Sostendrá la pureza de la religión, los derechos del Rey, y los de la patria y hará guerra mortal a todos sus enemigos, principalmente franceses". A pesar de que en realidad esta junta no promovió la independencia del país (la cual se llevó a cabo realmente el 9 de octubre)

El 9 de octubre de 1820 los guayaquileños rebelaron y expulsaron a las autoridades fieles al rey, creando una nueva nación llamada Provincia Libre de Guayaquil. La junta revolucionaria que se formó en seguida pidió ayuda a Simón Bolívar, quien envió a Antonio José de Sucre y algunos centenares de soldados; la campaña sobre la Sierra avanzó trabajosamente hasta que Sucre se impuso en la batalla de Pichincha, librada sobre las estribaciones de este volcán, hacia la parte occidental de Quito, el 24 de mayo de 1822, fecha que es reconocida por los ecuatorianos como la de su independencia de España. Poco después la antigua Audiencia se unió a la Gran Colombia, dirigida por Bolívar, al cabo de un tiempo también Guayaquil, pero cuando fracasó el vasto proyecto del Libertador un grupo de notables reunido en Quito decidió organizar el nuevo país como Estado independiente (13 de mayo de 1830) y entregó el poder al general venezolano Juan José Flores.
De la cultura huancavilca viene la leyenda de Guayas y Quil, la cual le da el nombre a la ciudad de Guayaquil.

## Geografía

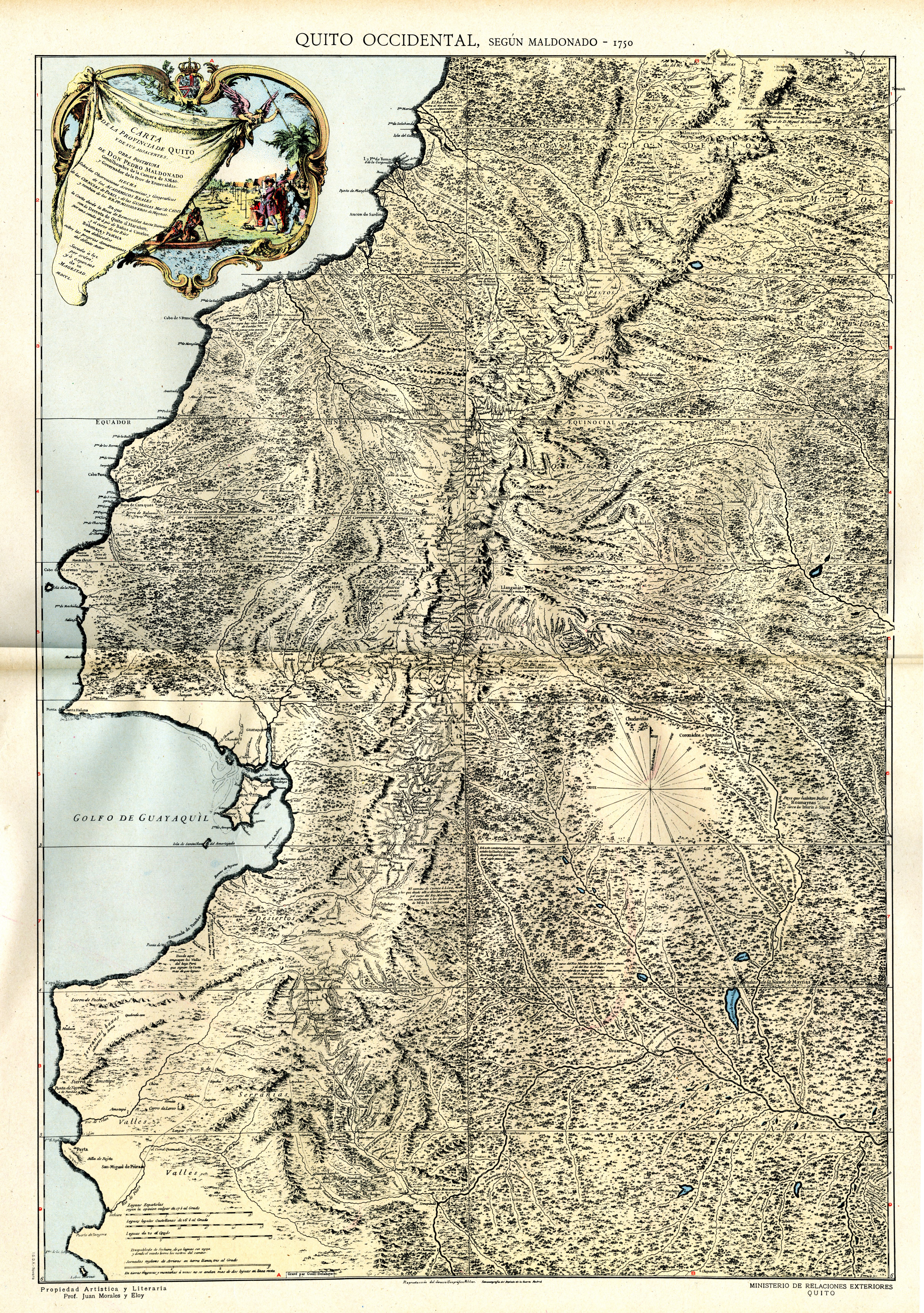
Mapa de la parcialidad occidental de la Real Audiencia de Quito que data de 1750 y fue de su autoría, que comprende actualmente la región de la nación ecuatoriana.

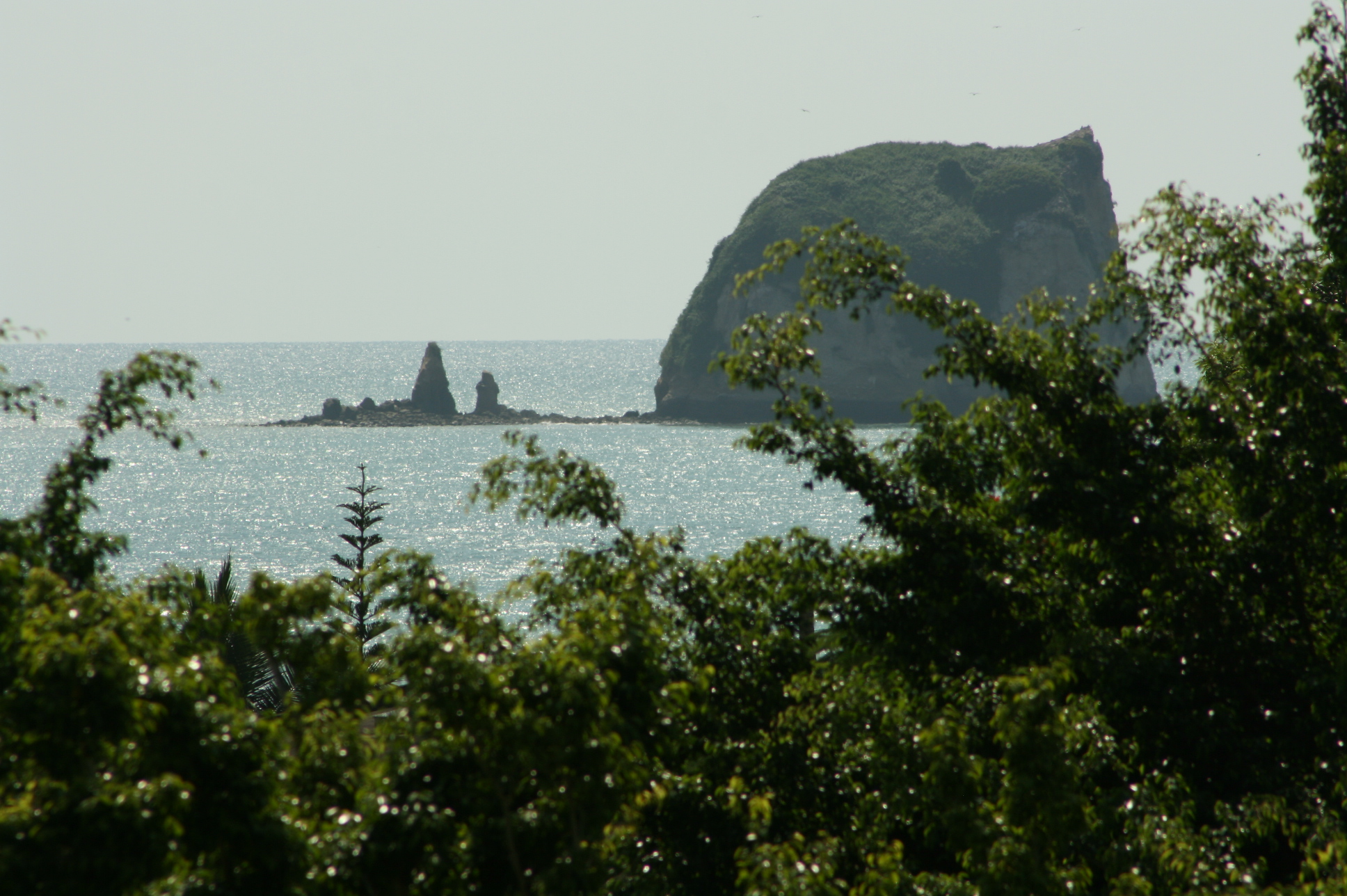
Peñón de Súa, Esmeraldas

Por su territorio corren ríos que parten desde los Andes hasta llegar al Océano Pacífico.
Cinco de sus siete provincias cuentan con playas y balnearios muy atractivos para el turista. Se destacan las de Esmeraldas, Manabí y Santa Elena. En esta zona se encuentra la red fluvial más extensa del país. Se trata de la Cuenca del río Guayas, que tiene cerca de doce afluentes junto a las poblaciones de Daule, Babahoyo, Macul, Puca, Paján y Colimes.
El Ecuador tiene 640 kilómetros de costa.
Esta es una de las tres regiones naturales en las que se divide el Ecuador continental, se extiende entre la Cordillera de los Andes y el Océano Pacífico. Con escasa diferencia de altitud, la región costanera está dotada de uniformidad de climas y de paisajes, sin embargo, se encuentran variaciones desde el bosque tropical en el Norte hasta las desérticas llanuras en el Sur.
El territorio del litoral ecuatoriano está formado por llanuras fértiles, colinas, cuencas sedimentarias y elevaciones de poca altitud. Por su territorio corren ríos que parten desde los Andes hasta llegar al Océano Pacífico.
Los balnearios del Ecuador brindan todas las comodidades de vivienda y turismo. Salinas, Montañita, Ayangue, Puerto López, Súa, Atacames, Tonsupa, Same, Manta, Bahía de Caráquez, Crucita, Canoa, Jambelí, General Villamil Playas, entre otros, son de gran seguridad. Varios Parques nacionales como Machalilla y Manglares-Churute, ofrecen la posibilidad de realizar ecoturismo.
Theodor Wolf en su Geografía y Geología de Ecuador describió esta región de la siguiente manera:

Al concluir la descripción hídro y orográfica del Ecuador occidental, podemos resumirla en pocas palabras, diciendo, que es un país dotado de todas las condiciones favorables, que se puede desear en las regiones intertropicales. Llanuras fertilizadas por los aluviones de los ríos, y montañas de moderada elevación; costas secas de un clima excelente, y selvas húmedas con una majestuosa vegetación; pampas inmensas con pasto natural para la ganadería, y terrenos para sembrar en abundancia los mas nobles productos de la agricultura tropical; y todo el país cruzado por un soberbio sistema hidrográfico, navegable hasta en sus venas mas pequeñas. A todo esto sobreviene un clima relativamente sano, como lo demostraré en su lugar. Sin la menor exageración se puede afirmar, que el Ecuador occidental es el país mas favorecido por la naturaleza, en toda la costa pacífica de la América del Sur.
Theodor Wolf - Geografía y Geología de Ecuador

### Hidrografía

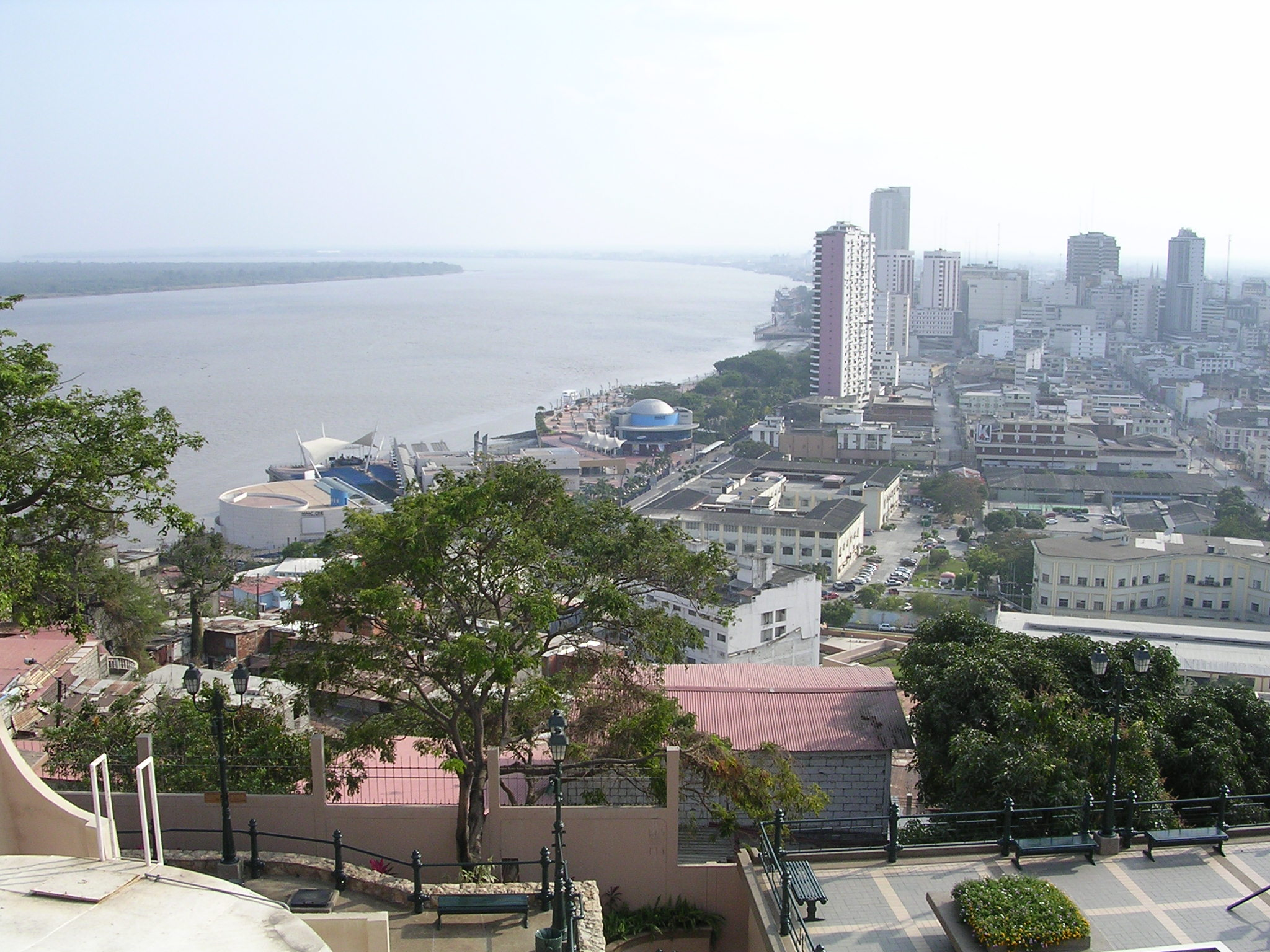
Río Guayas frente a Guayaquil

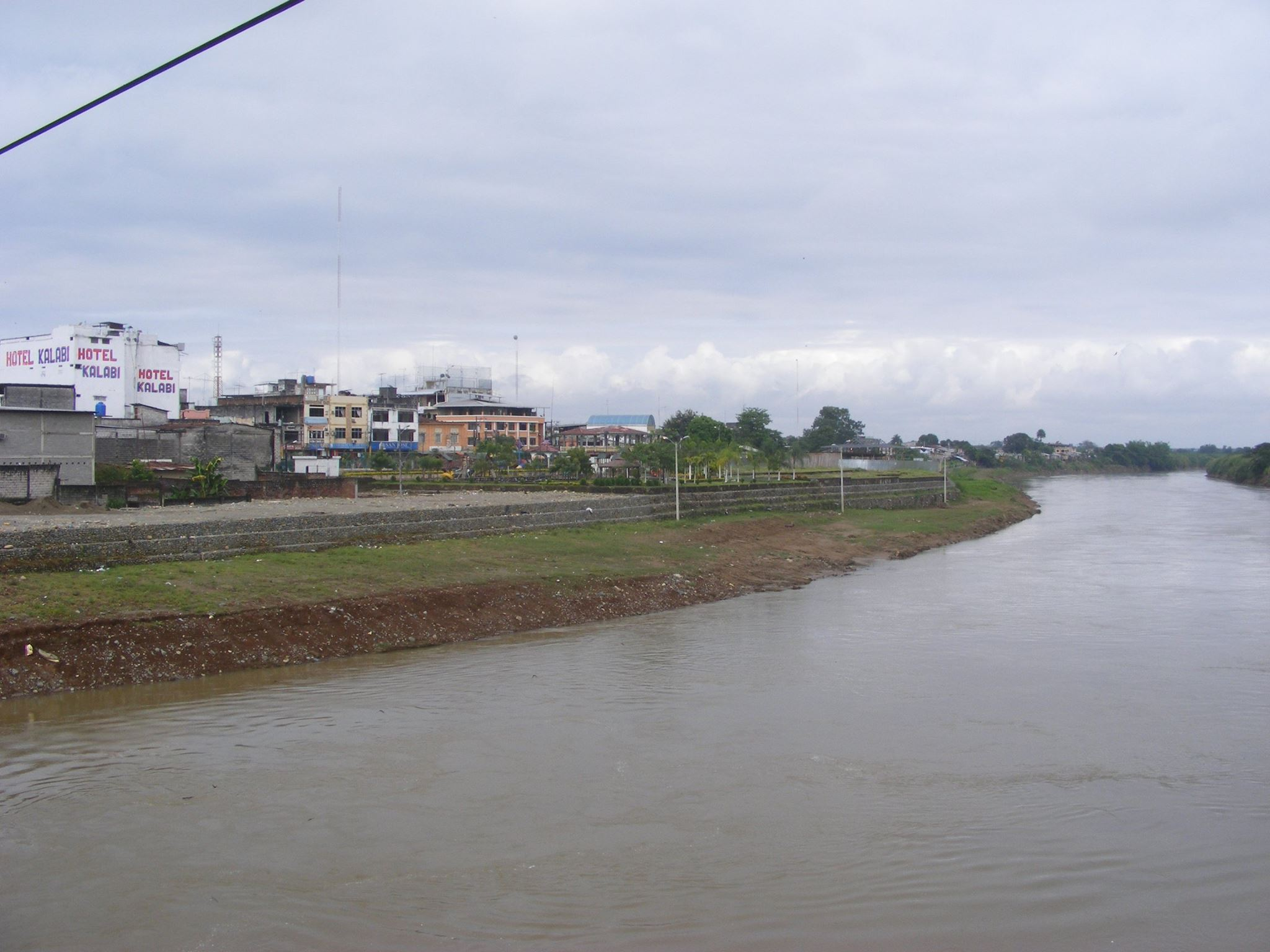
El Zapotal a su paso por Ventanas

El sistema del río Guayas, que fluye hacia el sur hasta el Golfo de Guayaquil, constituye el más importante de los sistemas de drenaje en el interior de Costa. La Cuenca del Río Guayas, incluida la tierra drenada por sus afluentes, es de 40.000 kilómetros cuadrados de superficie. El río Guayas, de sesenta kilómetros de largo nace, al norte de Guayaquil en la confluencia de los ríos Babahoyo y Daule. En pocas palabras constreñido a Guayaquil por las colinas, el Guayas se amplía al sur de la ciudad y fluye a través de una red de pequeñas islas del delta y los canales. En su desembocadura, el río forma un amplio estuario con dos canales en torno a Isla Puná, la más profunda de lo que se utiliza para la navegación.
El segundo gran sistema fluvial Costa del Esmeraldas, se levanta en la Hoya de Guayllabamba en la Sierra como el río Guayllabamba y fluye hacia el oeste para desembocar en el Océano Pacífico al este de la ciudad de Esmeraldas. El río Esmeraldas es de 320 kilómetros de largo y tiene una cuenca de drenaje de 20.000 kilómetros cuadrados.
Ríos principales
- Mataje
- Blanco
- Esmeraldas
- Chone
- Carrizal
- Zapotal
- Daule
- Babahoyo
- Guayas (unión del Daule y el Babahoyo)
- Jubones

### Clima
La región se caracteriza por un clima cálido y seco al sur, y tropical húmedo al norte de la costa. De 25 °C a 33 °C depende el relieve y altura.

## Turismo

### Áreas protegidas

#### Parque nacional Machalilla

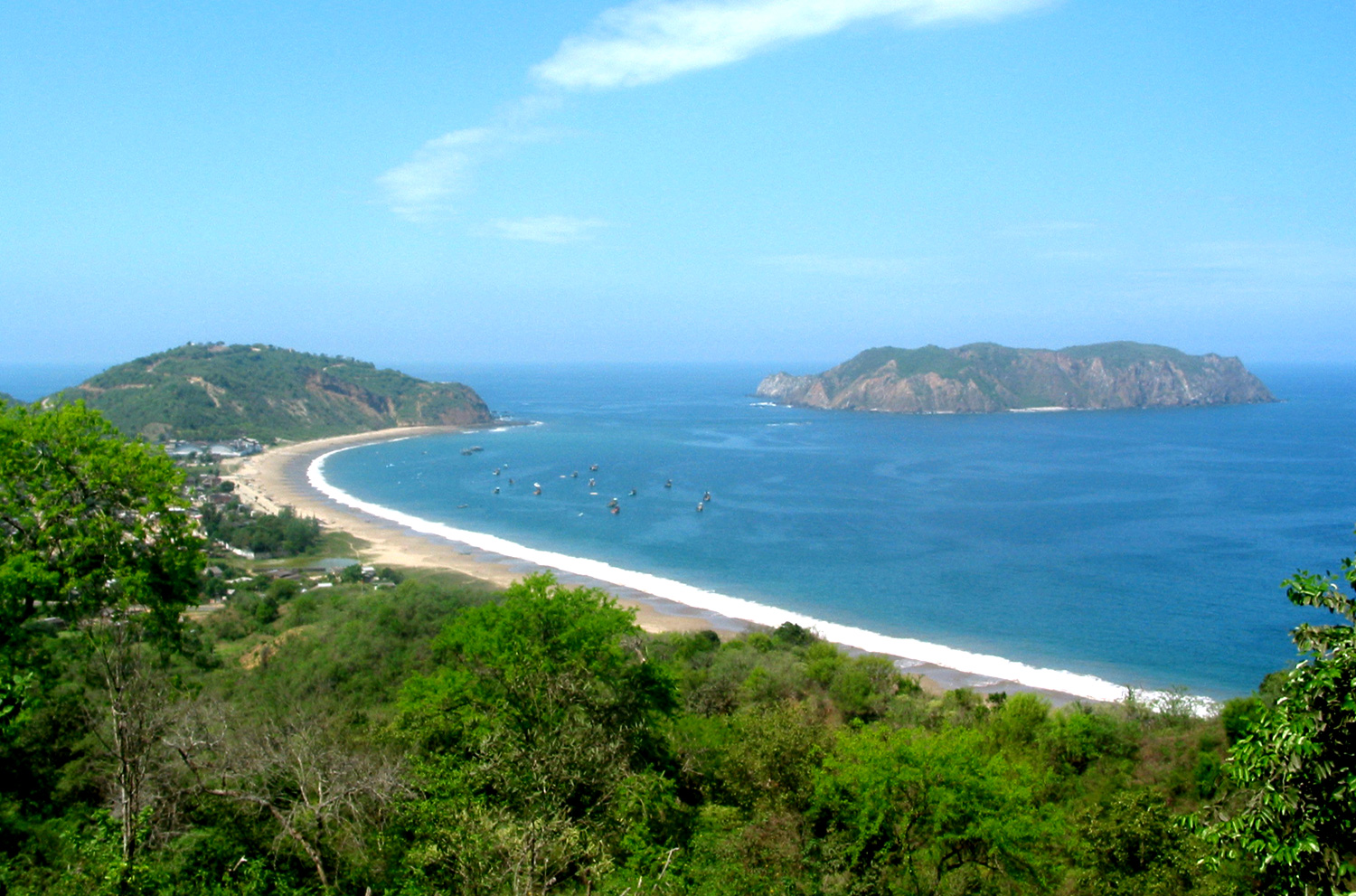
Parque nacional Machalilla, Manabí

El parque nacional Machalilla es un parque nacional, ubicado en la costa sur de la provincia de Manabí. En mayo de 1936 se declaró el parque nacional y en 1959 se ratificó el decreto de 1936. Toma su nombre de la antigua cultura precolombina que habitó parte de la zona, Machalilla. Entra sus principales atractivos turísticos se encuentra la isla de la Plata y la playa de los Frailes. La altura de la zona varía de 1 a 1707 m s. n. m., y el clima es seco.
En el parque nacional Machalilla existen cuatro zonas: matorral desértico tropical, monte espinoso tropical, bosque seco tropical y monte espinoso premontano.

#### Reserva ecológica Manglares Cayapas-Mataje
La Reserva Ecológica Manglares Cayapas-Mataje se localiza en el cantón San Lorenzo, al noroccidente de la provincia de Esmeraldas. Abarca más de 49.000 ha y comprende la parte baja de las cuencas de los ríos Cayapas y Mataje, entre el océano Pacífico, hacia el oeste y la frontera con Colombia, al norte (a lo largo del río Mataje).
En esta área se incluyen un total de 26 comunidades afroesmeraldeñas que habitan dentro de la Reserva, así como otras comunidades asentadas afuera de la Reserva, incluyendo las poblaciones de Valdez y Ancón. La Reserva Ecológica Manglares Cayapas-Mataje fue declarada sitio Ramsar por la UNESCO en el año 2003.

#### Reserva ecológica Cotacachi-Cayapas
La Reserva Ecológica Cotacachi-Cayapas se localiza al este de la provincia de Esmeraldas (entre los cantones San Lorenzo, Eloy Alfaro y Río Verde) y al oeste de Imbabura (entre los cantones Cotacachi, Urcuquí e Ibarra). La Reserva abarca 243.638 hay a sus alrededores hay bosques protectores menores y reservas privadas, como el Bosque Protector Pajas de Oro de 281 ha.
Sin duda, es el área protegida y la zona de conservación más importante en los Andes occidentales del Ecuador, no solamente por su tamaño, sino también por el amplio rango altitudinal que cubre. Además incluye a varios grupos étnicos afroesmeraldeños y Chachis dentro de sus límites.

#### Reserva ecológica Mache-Chindul
La Reserva Ecológica Mache-Chindul se localiza al suroccidente de la provincia de Esmeraldas y al norte de Manabí, en las montañas del mismo nombre, que representan la extensión norte de la cordillera de la Costa. Abarca más de 119.000 ha y comprende la cuenca alta del río Bilsa, pocos kilómetros al este de San José de Bilsa (al sur de la ciudad de Muisne), y muy cerca a la línea de costa.
La Reserva Ecológica Mache-Chindul es una reserva estatal creada en agosto de 1996. Además, en el área se incluye la Estación Biológica Bilsa, un área protegida privadamente desde 1994 por la Fundación Jatun Sacha, que cubre alrededor de 3.000 ha. La laguna de Cube (113 ha), que está dentro del área de la Reserva, fue declarada sitio Ramsar por la UNESCO en el año 2002.

#### Reserva ecológica Manglares Churute

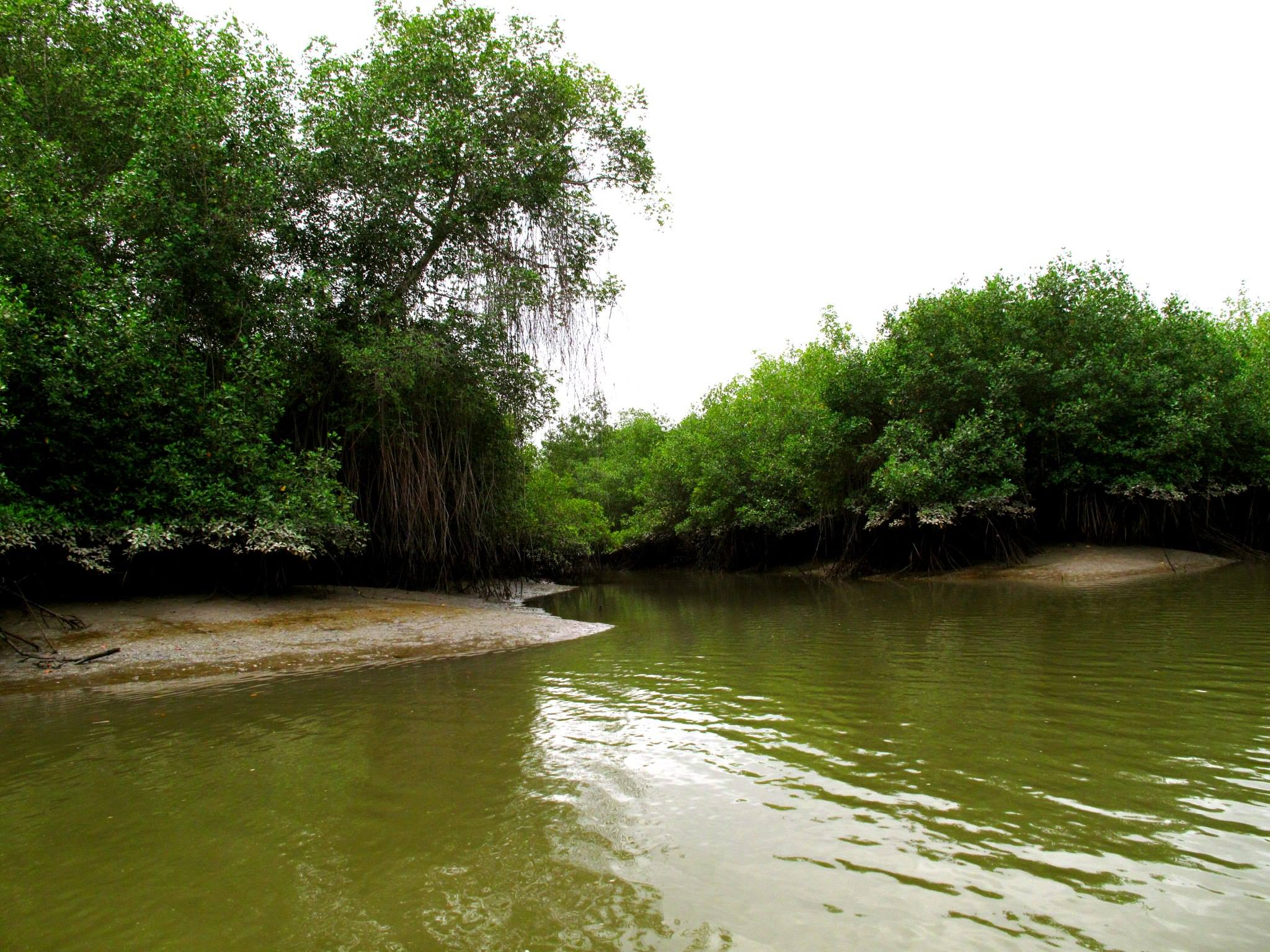
Manglares Churute

La Reserva Ecológica Manglares Churute se localiza en el golfo de Guayaquil, al sureste de la provincia del Guayas, entre los cantones de Naranjal y Guayaquil. Abarca cerca de 50.000 ha y comprende los cerros de Churute, la laguna del Canclón, cerro Masvale (1000 ha) y uno de los pocos remanentes de manglar que quedan en la región del golfo. Los cerros se caracterizan por la presencia de neblina constante y el denominado bosque de garúa. En la época lluviosa (enero-abril), la precipitación alcanza los 800 mm en promedio, mientras que en la época seca no presenta precipitaciones significativas.
Esta Reserva, que también combina una porción de tierras continentales más altas y húmedas, encierra infinidad de lagunas y estuarios. Su principal acceso se encuentra en el kilómetro 16 de la carretera Boliche-Puerto Inca. Los Manglares Churute (35.000 ha) fueron, junto a la zona marina del parque nacional Machalilla, las primeras áreas protegidas del Ecuador en ser declaradas sitio Ramsar por la UNESCO en el año 1990.

#### Reserva ecológica Arenillas
La Reserva Ecológica Arenillas se localiza al suroccidente del Ecuador, en la provincia de El Oro, cerca de la frontera con Perú, entre los poblados de Arenillas y Huaquillas. Abarca más de 17.000 ha, siendo uno de los remanentes más importantes de vegetación xerofítica en la costa ecuatoriana.
La Reserva Ecológica Arenillas fue declarada como área de protección hace más de 60 años, pero obtuvo su reconocimiento oficial en 2001. La Reserva está incluida dentro del Sistema Nacional de Áreas Protegidas del Ecuador desde junio de 2001, pero es administrada por el Ministerio de Defensa Nacional por constituir además una zona reservada militar. Los turistas deben pedir permiso para poder visitar la zona.

#### Refugio de vida silvestre y marino costera Pacoche
El Refugio de Vida Silvestre y Marino Costera Pacoche forma parte del Sistema Nacional de Áreas Protegidas del Ecuador, ubicado en la costa central de la provincia de Manabí en los cantones de Manta y Montecristi.
El área terrestre del refugio se caracteriza por tener afloramientos de suelo del Cretácico hasta el Reciente, constituido por las formaciones geológicas: San Mateo, Canoa, Tablazo y sedimentos cuaternarios o recientes. Los materiales sedimentarios que predominan en la zona son las lutitas, limonitas, arcillas, areniscas, aluviales y coluviales. Encontramos también materiales volcánicos como el basalto del cual está formada la punta del Cabo de San Lorenzo. En este refugio se encuentra un bosque húmedo, conocido como los bosques de Pacoche y las montañas de Pacoche.

#### Refugio de vida silvestre Manglares El Morro
Los Manglares El Morro forman parte del Sistema Nacional de Áreas Protegidas del Ecuador (SINAP). Se encuentran en la provincia del Guayas en el cantón Guayaquil, El Morro (Parroquia), Recinto El Morro, aproximadamente a una hora de la ciudad de Guayaquil y a 10 minutos de la población de Cantón General Villamil (Playas). Fue creado el 13 de septiembre de 2007 y tiene una extensión de 10.130,16 hectáreas. Su clima es influenciado directamente por corrientes marinas, que vienen del océano Pacífico, su ecosistema difiere de las áreas interiores debido a que se encuentra en la entrada del Golfo de Guayaquil.

#### Área nacional de recreación Parque Lago
El área nacional de recreación Parque Lago, es parte del Sistema Nacional de Áreas Protegidas del Ecuador, se encuentra localizada al oeste de la ciudad de Guayaquil, en el km 26 de la carretera Guayaquil-Salinas.
Fue creada el 15 de noviembre de 2002 y tiene una extensión de 2283 hectáreas. Su rango altitudinal es de 0 a 300 m s. n. m. Su precipitación promedio anual es de 650 mm concentrada entre enero a mayo y el clima su media anual 25 °C con fluctuaciones entre 23,5 °C en el mes de julio y 26,5 °C en el mes de abril.
El lago se creó como producto de la represa que embalsa las aguas de los ríos Chongón y Perdido, como parte de la obra civil del trasvase de aguas desde el río Guayas hasta la península de Santa Elena.

### Playas

#### Esmeraldas

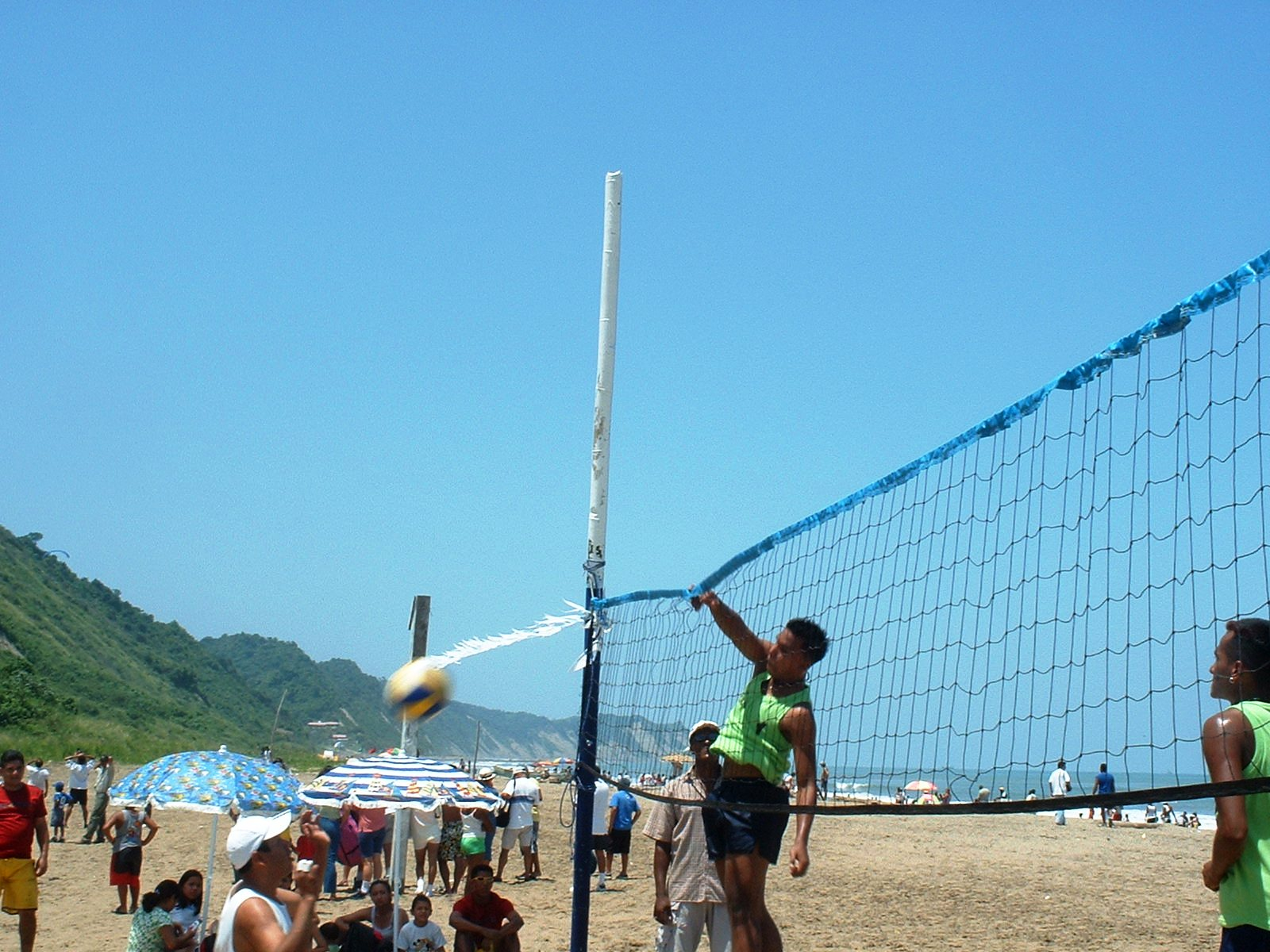
Esmeraldas, diversión de verano en la playa de Las Palmas

Esmeraldas es una ciudad capital de la Provincia de Esmeraldas, en la zona noroccidental del territorio ecuatoriano a 318 km de Quito. La playa de la ciudad de Esmeraldas es hermosa y tiene fines de semana con atención culinaria, vida nocturna y bastante diversión.
Playas, Selvas Vírgenes, Indígenas Cayapas, Marimba y Danza afro-ecuatoriana, zona arqueológica La Tolita, Islas, flora y fauna.
Cerca de esta pequeña ciudad que limita al norte con la frontera colombiana y al oeste con el Océano Pacífico, existen playas que no están más allá de los 30 km de distancia y que cuentan con la infraestructura hotelera que satisfacen los exigentes gustos de los turistas. Hacia el suroeste, a 11 km, Same se levanta en medio de palmeras y aguas cristalinas.
Para el paladar se prueba el "encocado de pescado", preparado con jugo de coco, muy popular entre moradores y viajeros. Otros platos típicos son: el tapao, a base de pescado y plátano, patacones, empanadas, bolas y bolones de verde, también con plátano como base.

#### Atacames

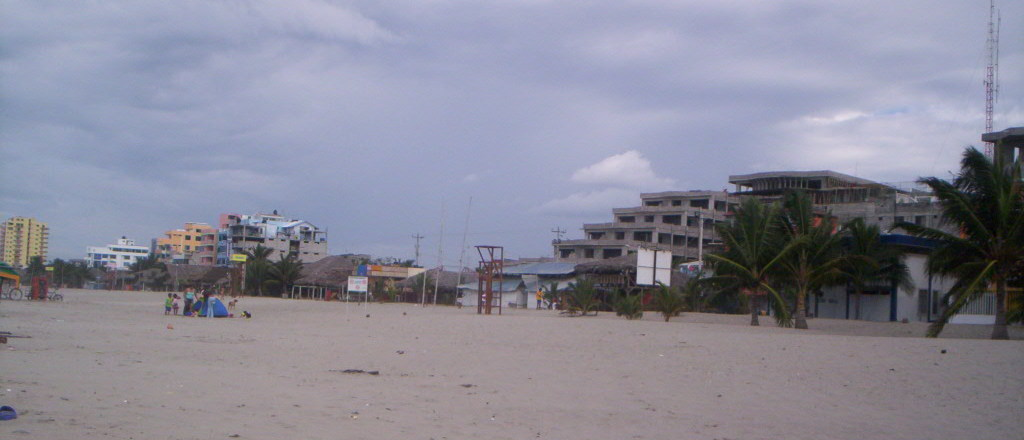
Playa de Atacames.

Atacames es la playa natural más grande del Ecuador y la más cercana a Quito; por lo que la mayoría de los habitantes de esta ciudad hacen de este balneario uno de los más concurridos y populares del país.
Atacames y sus alrededores ofrecen al turista amplias franjas de playa de arena gris, de varios kilómetros de extensión con marea baja, lo que ofrece un ambiente agradable para practicar deportes de arena o acuáticos, sobre todo el popular surf.
Las excursiones a lugares aledaños son asimismo muy populares entre los turistas. Destaca la observación de ballenas jorobadas durante los meses de verano, y la visita a bosques y manglares. La Isla de los Pájaros es un paraíso para los amantes de las aves pues estos animales se encuentran en estado salvaje. Cerca de Súa se puede observar un pequeño zoológico con especies animales locales, y en el propio pueblo atacameño se encuentran un pequeño museo y un acuario. El acuario marino La vida del mar, ubicado en el malecón de la cabecera cantonal, muestra varias especies propias de la plataforma continental ecuatoriana.
Tonsupa, con sus modernas y elegantes torres de residencia turística, y varios hoteles de primera clase como Makana Resort, es un destino que ha cobrado auge en la última década entre las clases media alta y alta del norte de la sierra, sobre todo de Quito. De igual manera Same, en donde se encuentra el exclusivo Club CasaBlanca, que le confiere al paisaje playero de esa parroquia un pintoresco estilo mediterráneo.
Para llegar a Atacames se puede acceder por la moderna Autopista del Sol, tramo Esmeraldas, que comunica con la vía a Quito.
Un aspecto interesante para los turistas es utilizar como medios de transporte los populares mototaxis para desplazarse entre comarcas.
En la gastronomía destacan los mariscos y los productos marinos en general. Muy solicitados son el popular encocado de pescado, el ceviche de camarones, el tradicional ceviche de concha y la corvina apanada, así como también un innumerable bufé de platillos elaborados con productos propios del sector.

#### Bahía de Caráquez

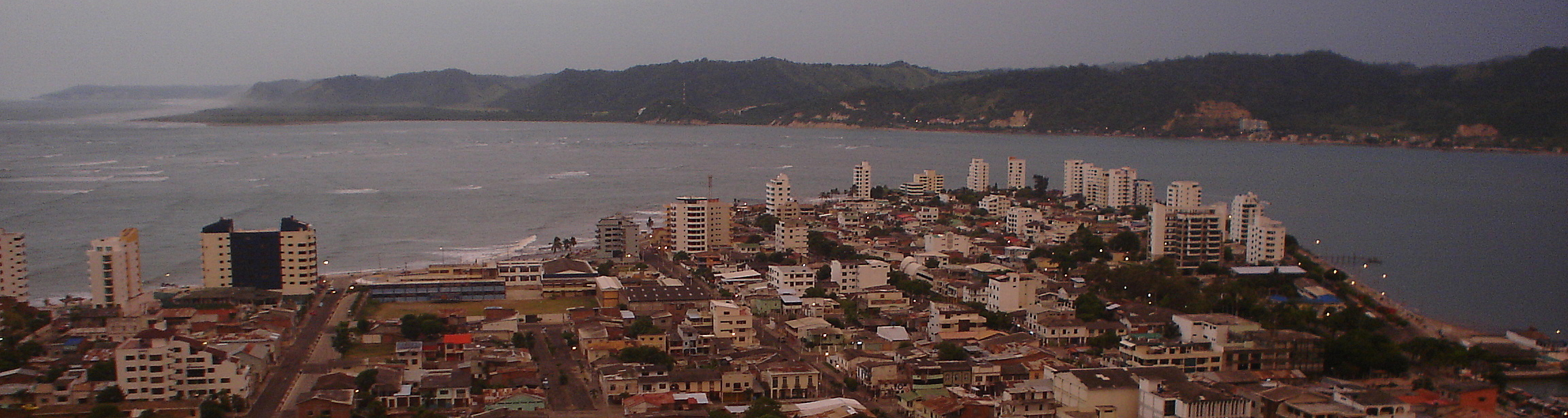
Vista de Bahía de Caráquez

Es una ciudad de la región geográfica costanera perteneciente al cantón Sucre, en la jurisdicción de la provincia de Manabí. Está situada en la desembocadura del Río Chone, y posee una reconocida infraestructura turística que la ubica como cabecera cantonal. La ciudad se encuentra a una hora al norte de la ciudad de Manta y en la era precolombina fue sede de la antigua ciudad indígena de Carán. Cruzando la bahía se encuentra la población de San Vicente. Esta travesía es muy pintoresca y se la puede realizar ya sea en una canoa de pasajeros, en una gabarra o en el puente que une a las dos poblaciones. Bahía es un lugar turístico, la delincuencia es mínima. Bahía es una de las playas más exclusivas del Ecuador. Mucha gente, especialmente de la ciudad capital, Quito, vacacionan allí.
Actualmente Bahía de Caráquez se ha convertido en un hermoso fondeadero de veleros internacionales, que buscando seguridad, tranquilidad y facilidades turísticas, han encontrado en esta ciudad un punto ideal para el descanso. La bahía por tener aguas tranquilas es ideal para la práctica de todo deporte acuático. También es una ciudad que cuenta con hermosas playas muy cercanas como Canoa y La Bellaca, que son muy visitadas por los amantes del surfing.
El clima de Bahía de Caráquez es primaveral durante todo el año, su temperatura fluctúa entre los 24 y 30 °C.

#### Manta

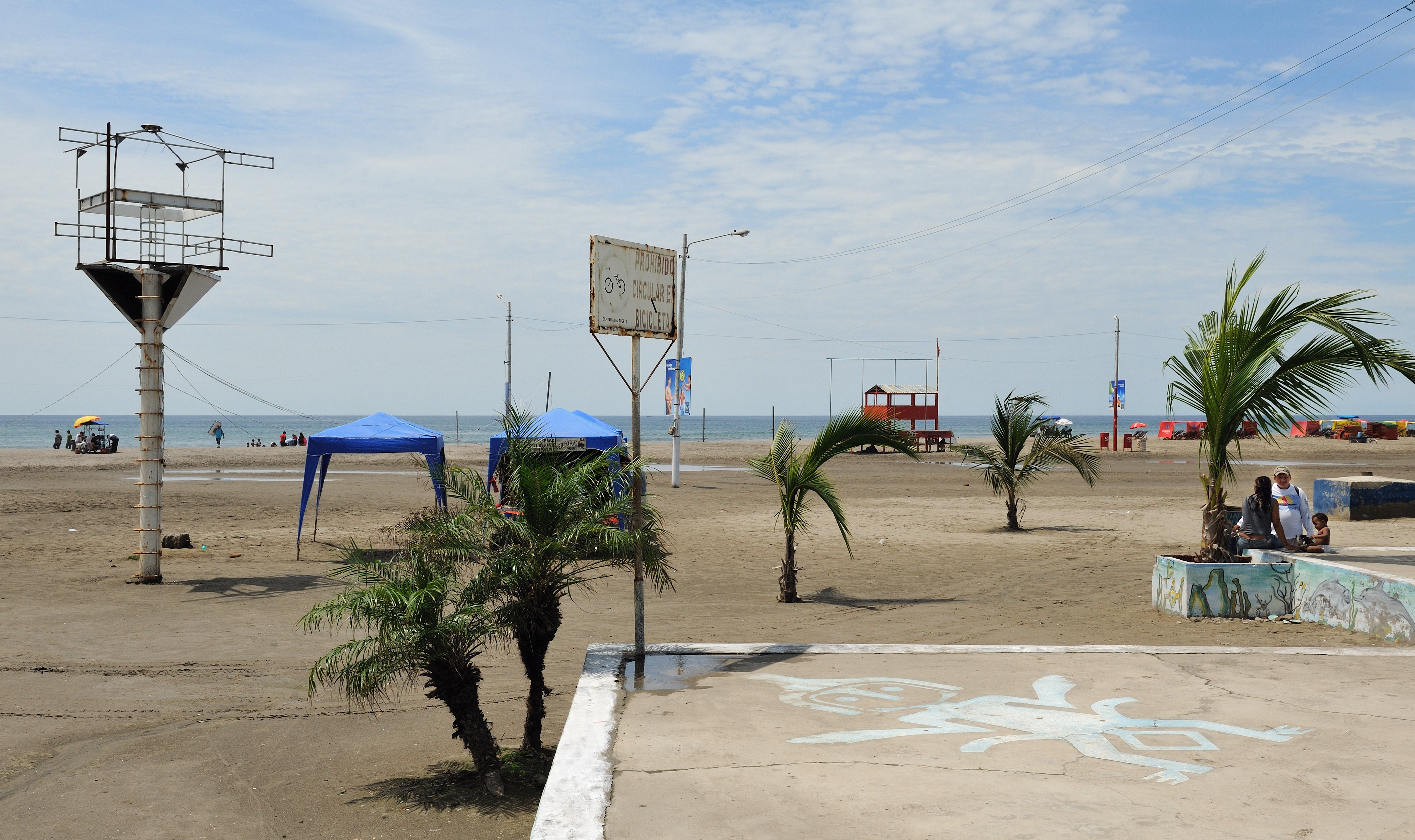
Manta, playa "El Murciélago"

Manta es visitada anualmente por turistas tanto extranjeros como nacionales. Sus playas más frecuentadas son "Los Esteros", "Tarqui", "El Murciélago", "Barbasquillo", "San Lorenzo" y "Santa Marianita", "Liguiqui", "La Tiñosa" y "Piedra Larga".
Manta es conocida en el Ecuador por la vida nocturna de sus malecones del Murciélago y de Tarqui y más que nada la "zona rosa" como se le conoce a la calle "Flavio Reyes" y también en el lugar de reciente y creciente movimiento: "Plaza del Sol"; en todos estos lugares encontramos variados restaurantes y diversos sitios de diversión como karaokes, discotecas y casinos.
Destaca la amabilidad y hospitalidad de su gente, lo que hace que este Cantón de la provincia de Manabí sea el preferido tanto por locales como extranjeros. Manta es conocida como el 1.er. puerto atunero del mundo. Y como uno de los principales puertos de paso de cruceros de la costa americana del Pacífico.
El Aeropuerto Internacional Eloy Alfaro une a Manta con Quito y Guayaquil.

#### Salinas

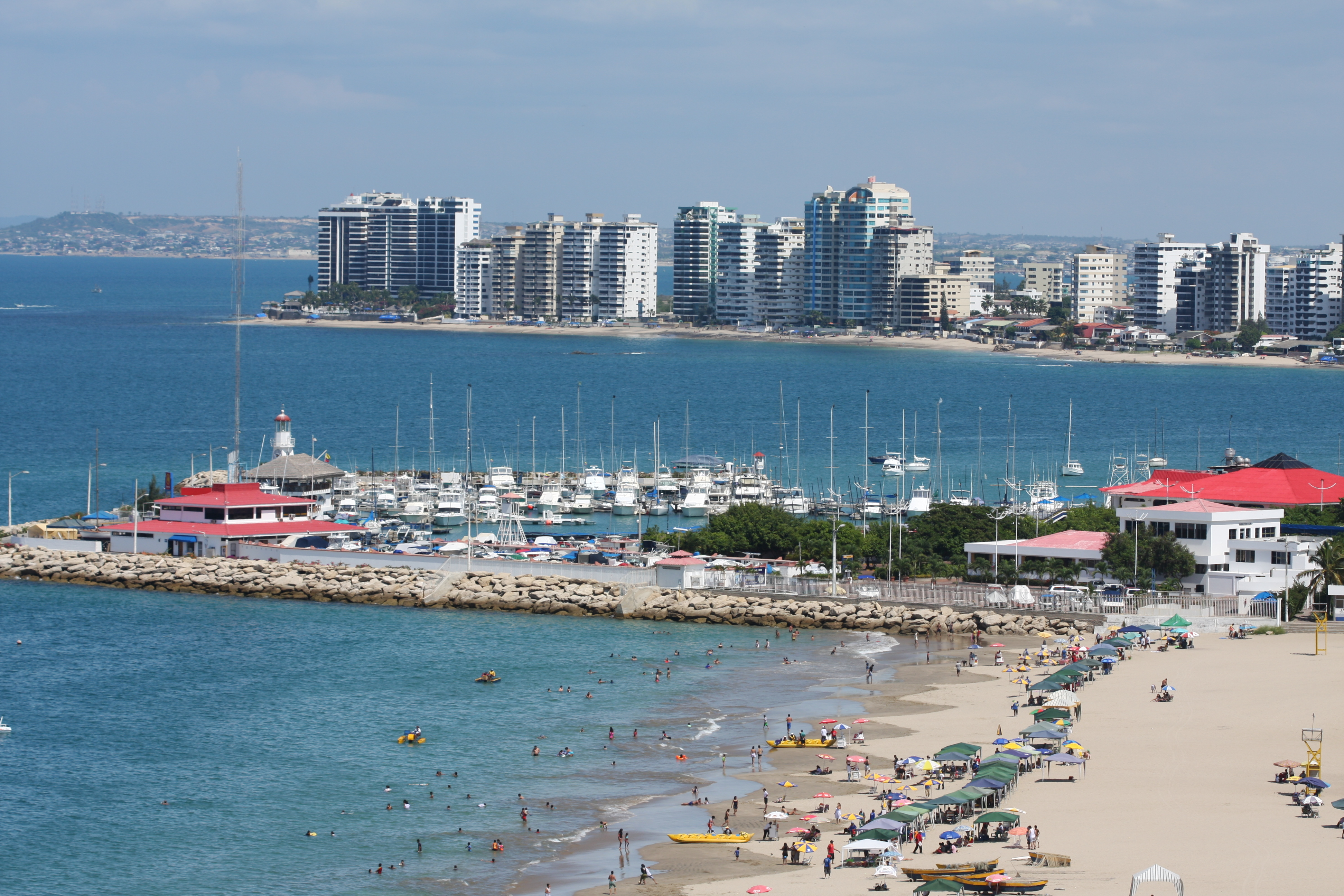
Salinas, playa de Chipipe

Salinas es una ciudad, de la Provincia de Santa Elena. Es la cabecera cantonal del Cantón Salinas. Tiene una población de 34 719 habitantes y su superficie urbana se divide en 4 parroquias. Está ubicada al extremo occidental de la provincia y del territorio continental del país; formando parte del conglomerado urbano de la puntilla de Santa Elena, junto con La Libertad, Santa Elena, José Luis Tamayo (Muey) y Ballenita.
La ciudad es considerada el balneario más importante, popular y visitado del Ecuador, por sus hermosas y acogedoras playas, hoteles de primera categoría, clubes, bares, discotecas y centros deportivos para el turista. Entre los atractivos turísticos de Salinas se destacan:
- Playa de Chipipe: Es la playa más ancha, conocida y segura de la zona, posee escasas olas por lo que es recomendable para niños y personas inexpertas. Sus tranquilas aguas azules, las aves, la playa y los altos edificios a su lado hacen del lugar un paisaje muy atractivo. En el medio de la playa se encuentra el "Salinas Yacht Club".[6]

- Playa de San Lorenzo: Esta playa ofrece olas grandes, por lo que es ideal para la práctica del surf, Aquí hay una variedad de artesanías y actividad pesquera. En esta playa hay numerosos cangrejos que, al acercarse una persona, se ocultan en agujeros hechos en la arena por ellos mismo.[7]

- Playa de Mar Bravo: En esta playa está prohibido bañarse, porque sus aguas son muy peligrosas. Las puestas de sol son el atractivo principal del lugar.[8]

- La Chocolatera: Está ubicada en la Base Naval de Salinas. Es el extremo occidental de la ciudad, el cantón, la provincia y del territorio continental del país; además es el segundo punto más occidental de Sudamérica. Se llama Chocolatera por la forma en que las olas revientan en las cuevas existentes, formando espuma y vapor como una taza de chocolate. Cuenta con una colonia de 20 lobos marinos y un faro.[9]

- Las Piscinas de Ecuasal: Son pozos del mineral que dan el nombre de Salinas a la ciudad. Aquí se puede observar el proceso de extracción de la sal, así como a  116 especies de aves del lugar y algunas aves migratorias.

#### General Villamil (Playas)

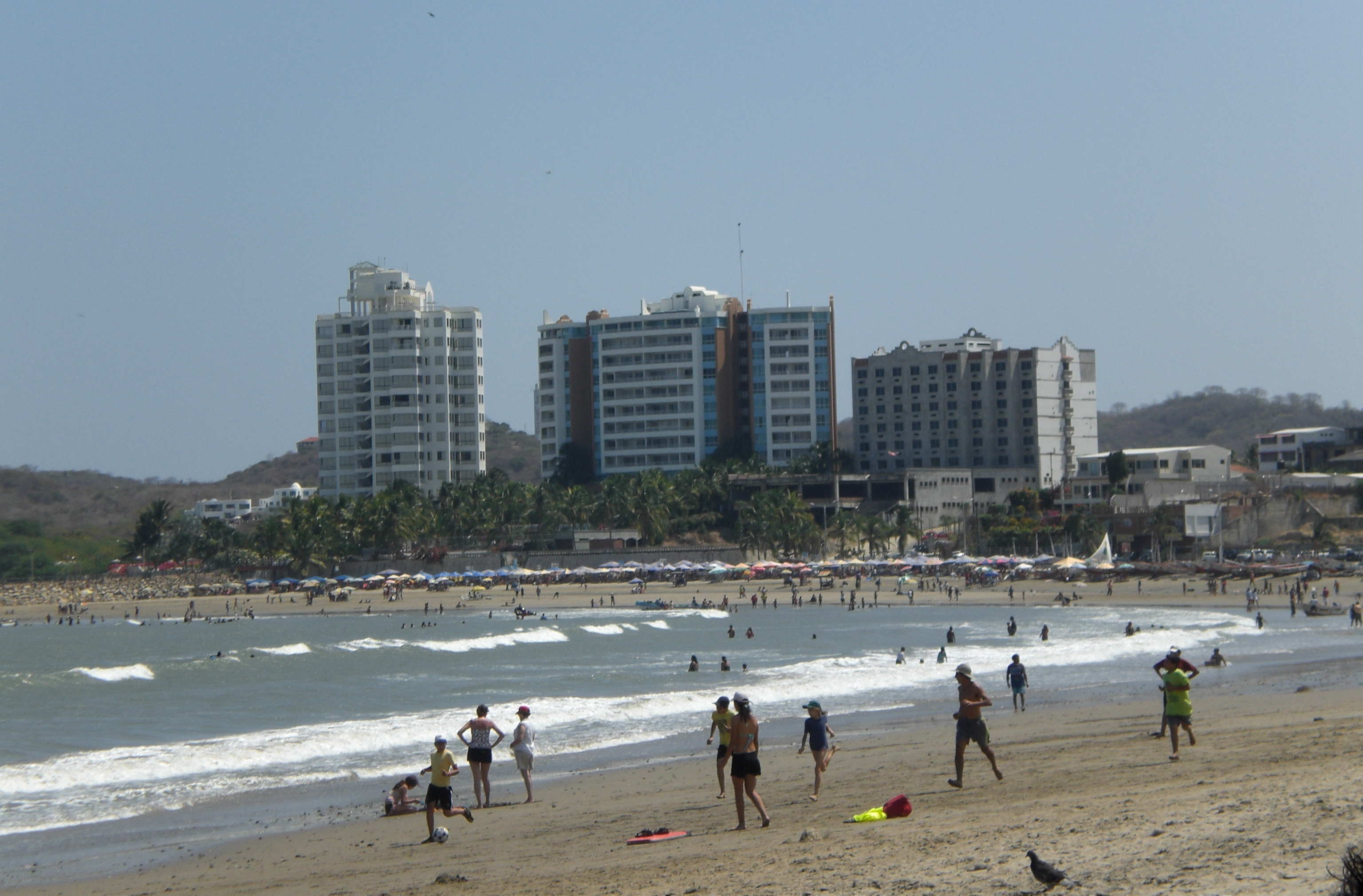
Vista de la playa de General Villamil

General Villamil, más conocida como Playas, es el balneario  de la provincia de Guayas, situada en el sudoeste del país, a orillas del Océano Pacífico; ubicada a unos 96 kilómetros de Guayaquil. Su población fija es de 34,409 habitantes hasta el año(2010), aunque esta cifra aumenta durante la época invernal debido a  la presencia de turistas nacionales y extranjeros. Es la cabecera cantonal del cantón Playas.
Desde su fundación, Playas fue un importante puerto para pescadores, condición que mantiene hasta la actualidad. A comienzos del siglo XX, la inversión de personas con cierto poder político de Guayaquil, impulsó el proyecto de convertir a Playas en un balneario. Para 1910, Playas se constituyó como parroquia (civil) y finalmente en 1989 alcanzó su separación del cantón Guayaquil y cantonización.
Después de la creación de la provincia de Santa Elena en el 2007, la ciudad de Playas se constituyó como el único balneario de provincia del Guayas, lo cual proporcionó una mejor inversión sobre esta ciudad en su infraestructura turística.
Sin lugar a dudas los mejores atractivos lo constituyen sus extensas playas, que cuentan con una excelente infraestructura hotelera y de servicios que hacen de lo más agradable la visita y estadía de miles de turistas ecuatorianos y extranjeros, que semana a semana visitan esta ciudad.
- Playa Rosada, situada cerca del faro, es un sitio apacible para los bañistas y especial para excursiones.
- También puede ir a visitar el hermoso Santuario de la Virgen de la Roca.
- Cerca del club Casa Blanca, se puede observar pelícanos y otras aves del sector.
- Punta El Pelado, en la vía al recinto Engabao, es una agradable y tranquila playa ideal para caminatas y campamentos, con deliciosa comida típica.
- La cabalgata a caballo por sus hermosas playas es uno de sus principales atractivos.
- La casa de don Víctor Estrada es un verdadero relicario del pasado histórico y cultural.

En este cantón existen una gran cantidad de platos típicos que hacen de la visita a Playas una verdadera delicia gastronómica. Entre lo más apetecidos están una buena variedad de cebiches de langosta, langostino, camarón, concha, pescado, pulpo o mixtos, arroz marinero, pescados enteros al carbón, encebollado de albacora, ostra asada y hamburguesas de avestruz.

## División política
La región está conformada por siete de las 24 provincias de Ecuador: Guayas, Manabí, Esmeraldas, El Oro, Los Ríos, Santo Domingo y Santa Elena. Todas las provincias tienen costas o salidas al mar (litoral), excepto Santo Domingo y Los Ríos. En total suman un total de 86 cantones divididas a su vez en parroquias tanto urbanas, como rurales.